# プログレスM-01M
プログレスM-01Mはロシア連邦が国際宇宙ステーションの補給のために打ち上げたプログレス補給船。NASAではProgress 31、31Pなどと称される。プログレス-Mの改良型(GRAUインデックス:11F615A60型)の初飛行であり、以前のアナログシステムから交換されたTsVM-101デジタルフライトコンピューターとMBITSデジタル遠隔測定システムが特徴となっている。
2008年11月26日12時38分にバイコヌール宇宙基地1/5発射台からソユーズ-Uロケットで打ち上げられた。4日の飛行の後、11月30日12時28分にピアースモジュールにドッキングした。
その後、2009年2月6日4時10分にドッキングを解除した。その後2日宇宙で飛行した後、軌道離脱し、2月8日8時19分に大気圏で燃え尽きた。

## 補給品
プログレスM-01Mは2423kgの補給品を積んでおり、このうち820kgが燃料、210kgが水、1314kgがドライカーゴであった。ドライカーゴには2009年3月に第18次長期滞在でISSに搭乗していた若田光一のための日本食の宇宙食が詰まれていた。

## アンテナ問題
打ち上げ直後、プログレスのクルスドッキングシステムに使われるアンテナの展開に失敗した。3時間後、飛行管制官が展開コマンドを再送したところアンテナは成功裏に展開したが、宇宙船は予防措置としてユーリ・ロンチャコフの操作するバックアップのTORUドッキングシステムを利用してドッキングした。